# Tupolev MTB-2
Tupolev MTB-2 (tiếng Nga: Морской Тяжелый Бомбардировщик — Máy bay ném bom Hải quân hạng nặng), còn gọi là ANT-44, là một mẫu thử tàu bay 4 động cơ, được chế tạo ở Liên Xô vào năm 1935.

## Quốc gia sử dụng
Liên Xô

## Tính năng kỹ chiến thuật (ANT-44D)
Dữ liệu lấy từ 
Đặc điểm tổng quát
- Chiều dài: 22,42 m (73 ft 7 in)
- Sải cánh: 36,45 m (119 ft 7 in)
- Chiều cao:  ()
- Diện tích cánh: 144,7 m² (1557,5 ft²)
- Trọng lượng rỗng: 13.000 kg (28.660 lb)
- Trọng lượng có tải: 19.000 kg (41.888 lb)
- Động cơ: 4 × Tumansky M-87A, 709 kW (950 hp)  mỗi chiếc

 Hiệu suất bay 
- Vận tốc cực đại: 355 km/h (192 kn, 221 mph)
- Tầm bay chuyển sân: 4.500 km (2.430 nmi, 2.796 mi)
- Trần bay: 23.294 ft (7.100 m)
- Tải trên cánh: 131 kg/m² (27 lb/ft²)
- Công suất/trọng lượng: 149 W/kg (0,09 hp/lb)